# اختتامیه المپیک تابستانی ۲۰۰۸

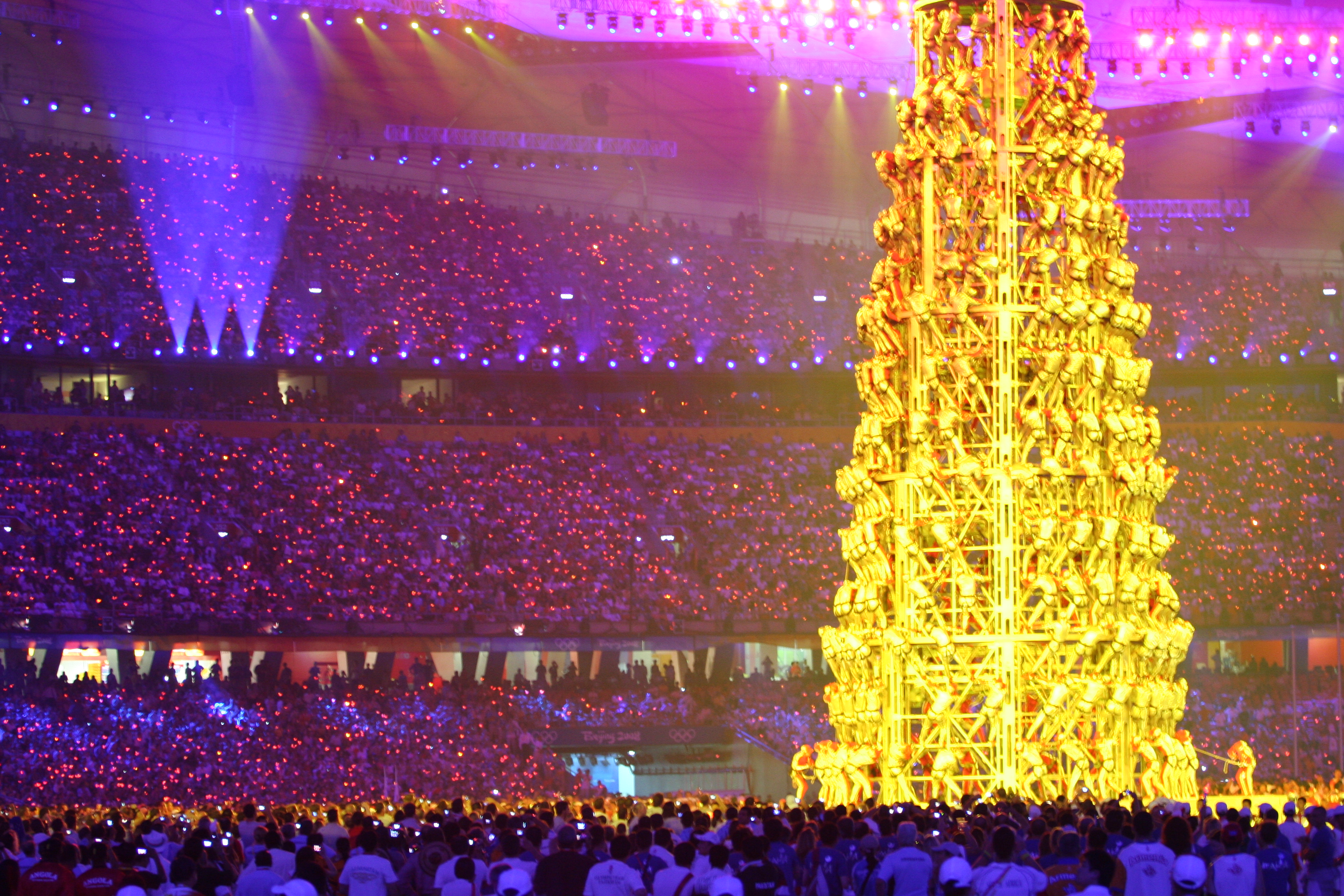
زیبا ترین اختتامیه

مراسم اختتامیه بازی‌های المپیک تابستانی ۲۰۰۸ در ۲۴ اوت ۲۰۰۸ المپیک پکن را پایان داد. مراسم ساعت ۸:۰۰ بعدازظهر به وقت زمان استاندارد چین (یوتی‌سی ۸:۰۰+) و در ورزشگاه ملی پکن برگزار شد.